# Граф інтересів

Нехай дві людини мають схожі інтереси, наприклад, захоплюються фотографуванням і слухають однакову музику. Таким чином між ними існує взаємозв'язок на основі їхніх інтересів, це можна простежити, якщо побудувати їх графи інтересів, в яких вершинами є описані сутності, а ребрами — зв'язки між сутностями.

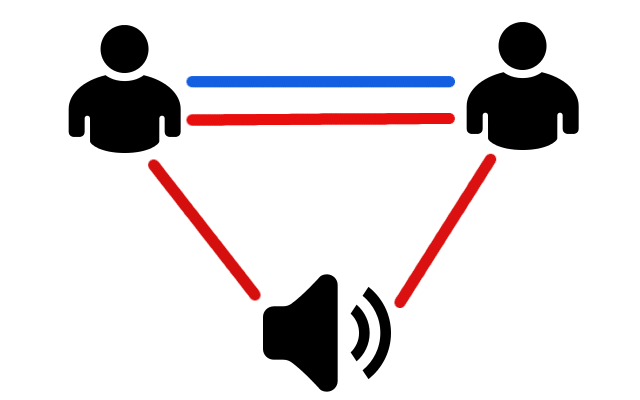
Червоним виділені ребра графу інтересів, зв'язки можуть бути як між людиною і інтересом, так і між людьми. Синім виділені ребра соціального графу, такі зв'язки можуть бути тільки між людьми.

Граф інтересів (англ. interest graph) — це онлайн представлення інтересів конкретної людини, отримане на основі її активності у соціальних мережах. Вершинами графу є захоплення особистості або її профіль в соціальній мережі. Ребра графу відображають взаємини між його вершинами. За допомогою графу інтересів можна зрозуміти, що людина хоче зробити, купити, куди хоче піти, з ким може зустрітися, за чиїми повідомленнями їй цікаво стежити або за кого вона готова проголосувати.

## Історія виникнення теорії графів
Засновником теорії графів вважається видатний математик, член Петербурзької академії наук Леонард Ейлер.
Здавна серед жителів Кенігсберга була поширена така загадка: як пройти всіма мостами (через річку Преголя), не проходячи по жодному з них двічі. Багато кенігсбержців намагалися вирішити це завдання як теоретично, так і практично, під час прогулянок. Втім, довести або спростувати можливість існування такого маршруту ніхто не міг.
У 1736 задача про сім мостів зацікавила Леонарда Ейлера, про це він написав у листі італійському математику й інженеру Маріон (лист датується 13 березнем 1736 року). У цьому листі Ейлер пише про те, що він зміг знайти правило, користуючись яким, легко визначити, чи можна пройти всіма мостами, не проходячи двічі по жодному з них. Відповідь була «не можна».
На спрощеній схемі частини міста (графі) мостам відповідають лінії (дуги графу), а частинам міста — точки з'єднання ліній (вершини графу). У ході міркувань Ейлер прийшов до наступних висновків:
- Число непарних вершин (вершин, до яких веде непарне число ребер) графу має бути парним. Не може існувати граф, який мав би непарне число непарних вершин.
- Якщо всі вершини графу парні, то можливо, не відриваючи олівця від паперу, накреслити цей граф, при цьому можна починати з будь-якої вершини графу і завершити його в тій же вершині.
- Граф з більш, ніж двома непарними вершинами неможливо накреслити одним розчерком.

Граф кенігсбергських мостів мав чотири (синім) непарні вершини (тобто всі), отже, неможливо пройти всіма мостами, не проходячи по жодному з них двічі.

## Опис
Нехай граф інтересів задається у вигляді {\displaystyle G:=(V,E)}.
Де {\displaystyle V} — це множина вершин графу, які позначають:
- людину (профіль користувача)
- інтерес

{\displaystyle E} — це множина ребер графу, які позначають наявність зв'язку між вершинами.

## Типи зв'язків у графі
У графі інтересів можуть існувати різні типи зв'язків, які дозволяють користувачу виходити за рамки звичайних соціальних мереж. Наприклад, людині потрібно знайти відповідь на потрібну їй тему, яку не може дати жоден зі старих друзів і знайомих. У цьому випадку вибудовується ланцюжок з трьох типів зв'язків:
- Людина-людина (користувачі в соціальній мережі можуть взаємодіяти безпосередньо)
- Людина-інтерес (те, з чим користувач взаємодіє в соціальній мережі)
- Інтерес-інтерес (схожі інтереси можуть бути взаємопов'язаними)

Для певних цілей, наприклад, при побудові мережі розповсюдження контенту, може використовуватися орієнтований граф інтересів, в якому наявність ребра з вершини {\displaystyle A} в вершину {\displaystyle B} означає, що {\displaystyle A} зацікавлений в отриманні вмісту з {\displaystyle B}.
Граф інтересів також може бути представлений у вигляді зваженого графу, у цьому випадку вага ребра означає силу взаємозв'язку між вершинами. При побудові такого графу спочатку вводиться припущення про те, що взаємозв'язки мають однакову силу. Наприклад, інтерес до машин і до театру невідомий, і взаємозв'язок двох інтересів встановлюється у вигляді нескінченно великого числа. Потім, якщо буде виявлено, що люди, які цікавляться машинами, поводяться схожим чином з тими, хто захоплюється театром, то значення ваги ребра між вершинами, що позначають дані захоплення, буде зменшено.

## Відносини між графом інтересів і соціальним графом
Граф інтересів і соціальний граф тісно взаємопов'язані, але це не одне і те ж саме. Граф інтересів використовується для створення мережі інтересів людей. У той час, як Facebook та інші соціальні мережі організовані навколо друзів людини, тобто навколо соціального графу, мережі захоплень створені навколо інтересів особистостей, їх графу інтересів. Подібно до того, як соціальний граф — це карта взаємозв'язків особистості з тими, хто «слідує» за нею в мережі, граф інтересів — це так само взаємозв'язок з інтересами особи в мережі. Таким чином, захоплення людини, представлені у вигляді графу інтересів, забезпечують засоби для подальшої персоналізації вебпростору, заснованої на перетині графу інтересів з вебконтентом. Граф інтересів або мережа інтересів, у деяких випадках, можуть отримуватися з соціального графу або соціальної мережі і можуть підтримувати й оновлювати зв'язки між вершинами на основі даної соціальної мережі. Граф інтересів повинен бути точним і виразним. Він має брати до уваги явно оголошені інтереси, наприклад, «Like» на Facebook або «інтереси» в профілі на LinkedIn, а також неявні інтереси, виведені на основі активності користувача. Наприклад, клацання мишею, коментарі, теги до фото та чек-іни. Соціальні мережі часто є джерелом цієї інформації.

## Використання графу інтересів
Існує кілька способів використання графу інтересів, як з точки зору споживача, так і з точки зору бізнесмена. У поєднанні з соціальним графом, граф інтересів може застосовуватися для встановлення зв'язків між користувачами в соціальних мережах або в реальному світі. У таких мережах користувачі можуть вказувати і ділитися своїми захопленнями, але при цьому їм не обов'язково знати один одного.
Граф інтересів так само може бути застосований в маркетингу, у цілях аналізу аудиторії проекту та подальших продажів на основі цієї інформації, для аналізу тональності тексту і для таргетованої реклами, заснованої на інтересах. Наприклад, такі компанії, як Twitter, за допомогою графу інтересів мають можливість робити рекламу більш спрямовану на конкретного користувача, ґрунтуючись на його захопленнях. Також граф інтересів може використовуватися при створенні продукції з урахуванням побажань споживача. Він допомагає визначити, які особливості та можливості слід надати в наступних версіях. Граф інтересів має безліч інших застосувань, включаючи завдання виявлення вмісту та фільтрації для надання рекомендацій щодо фільмів, книг, музики і тому подібного.